# Horka (Bakov nad Jizerou)
Horka je malá vesnice, část města Bakov nad Jizerou v okrese Mladá Boleslav. Nachází se asi dva kilometry jihovýchodně od Bakova nad Jizerou. Vesnicí protéká Kněžmostka a vede dálnice D10. V katastrálním území Horka u Bakova nad Jizerou leží i část obce Zájezdy.

## Historie
První písemná zmínka o vesnici pochází z roku 1497.
V letech 1869–1950 byla samostatnou obcí, ke které patřily Zájezdy a v letech 1869–1880 Studénka, v letech 1961–1976 byla vesnice součástí obce Veselá a od 1. dubna 1976 se stala součástí města Bakov nad Jizerou.

## Obyvatelstvo
| Rok            | 1869 | 1880 | 1890 | 1900 | 1910 | 1921 | 1930 | 1950 | 1961 | 1970 | 1980 | 1991 | 2001 | 2011 | 2021 |
| -------------- | ---- | ---- | ---- | ---- | ---- | ---- | ---- | ---- | ---- | ---- | ---- | ---- | ---- | ---- | ---- |
| Počet obyvatel | 128  | 117  | 126  | 143  | 141  | 140  | 115  | 111  | 90   | 71   | 77   | 75   | 76   | 77   | 82   |
| Počet domů     | 18   | 19   | 19   | 21   | 24   | 24   | 25   | 27   | 63   | 24   | 23   | 27   | 29   | 27   | 28   |

## Galerie

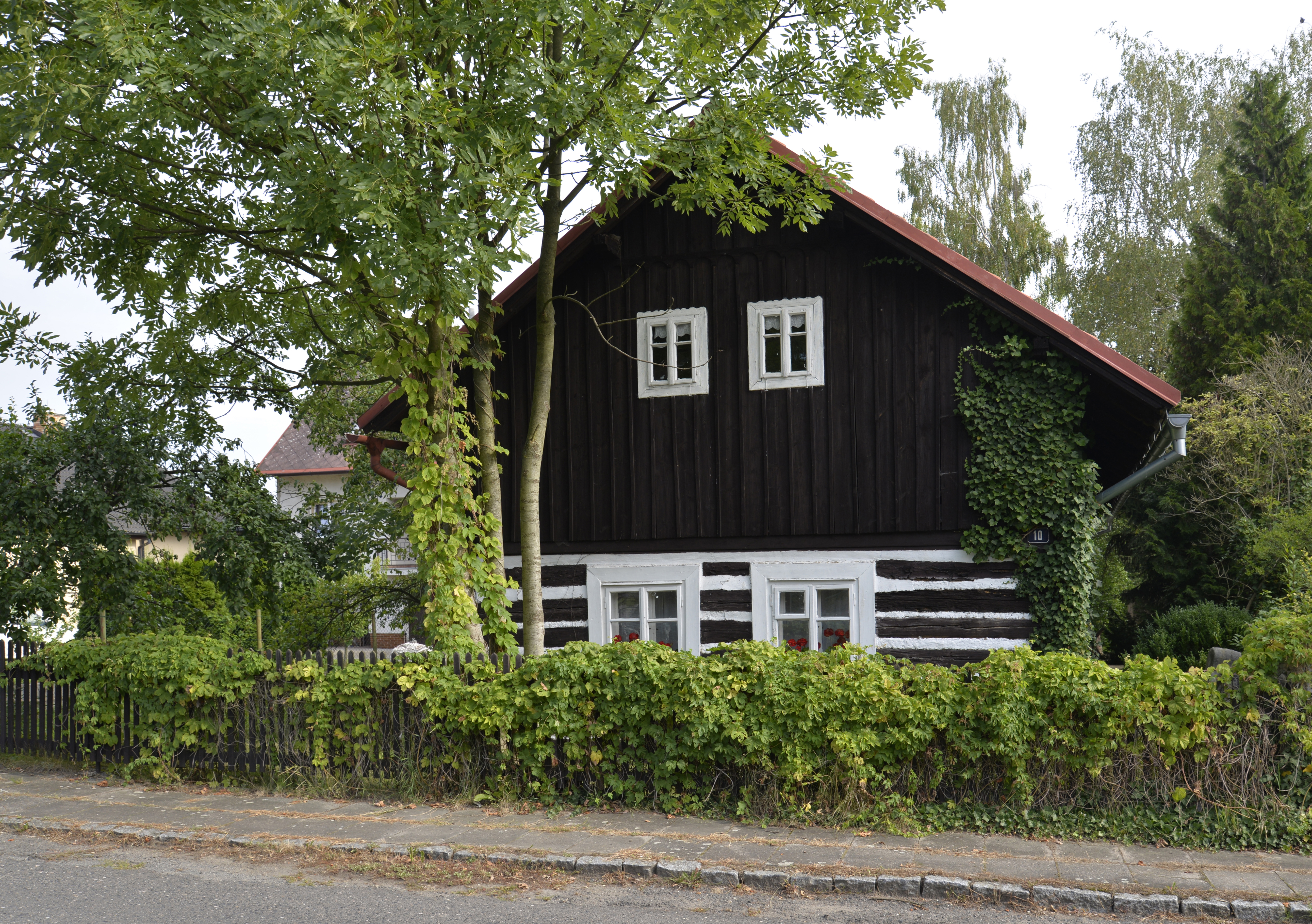
Roubenka čp. 10
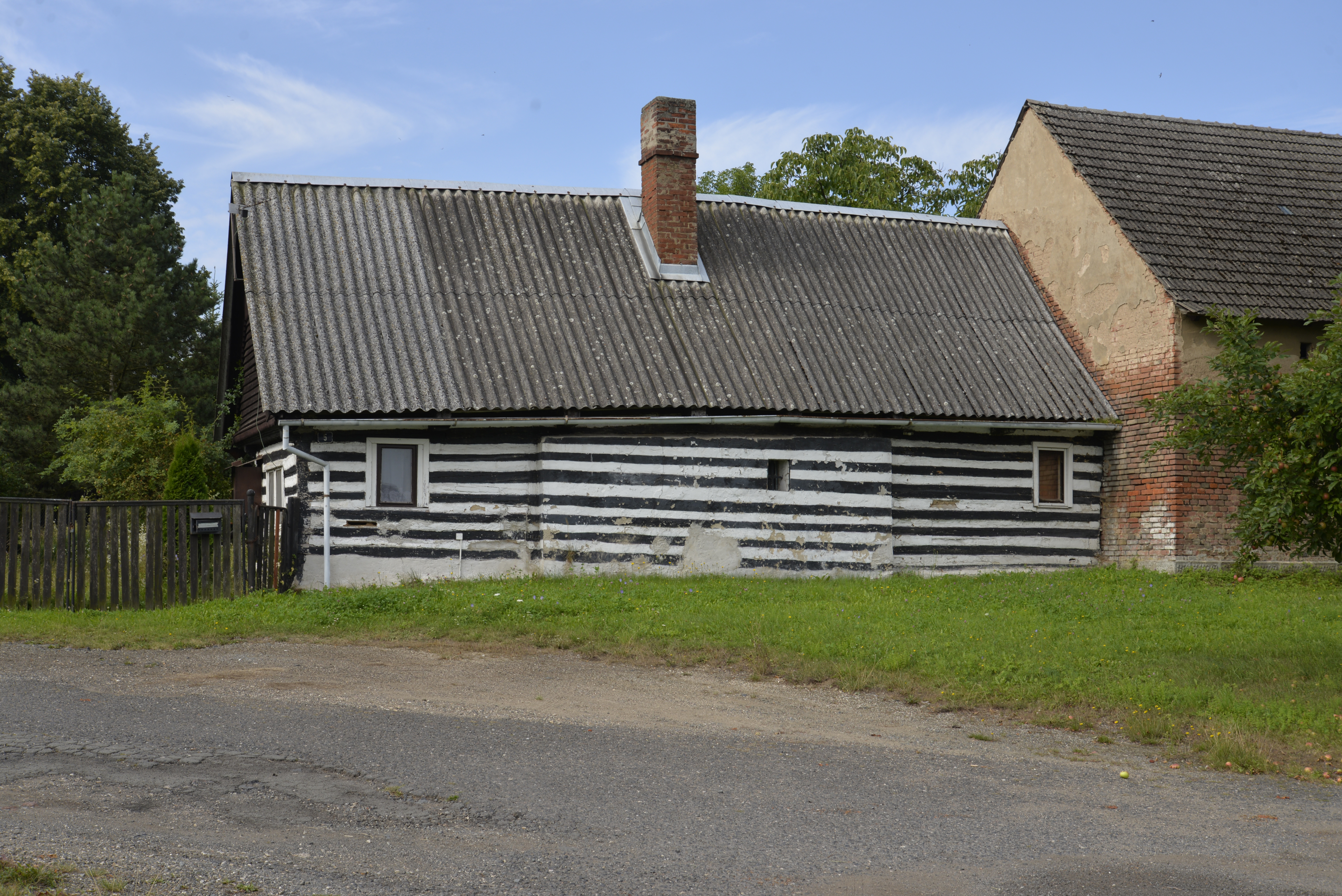
Další roubenka
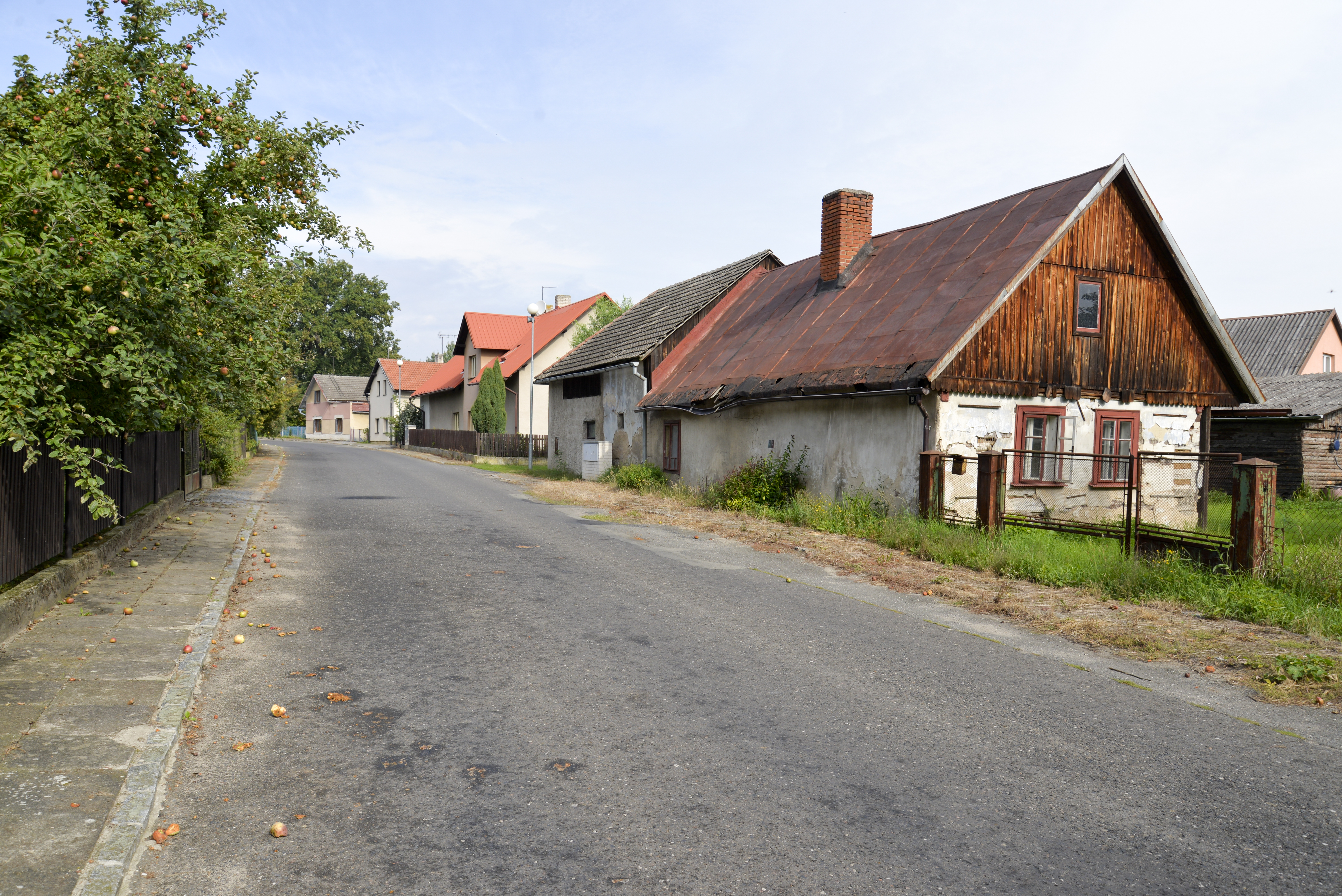
Ulice